# Simon Sobeloff

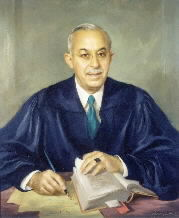
Simon Sobeloff

Simon Ernest Sobeloff (* 3. Dezember 1894 in Baltimore, Maryland; † 11. Juli 1973 ebenda) war ein US-amerikanischer Jurist, Richter und United States Solicitor General.

## Biografie
Nach dem Schulbesuch am Baltimore City College studierte der aus einer jüdischen Familie stammende Sobeloff die Rechtswissenschaften an der School of Law der University of Maryland und beendete dieses Studium 1915 mit einem Bachelor of Laws (LL.B.). Bereits im Jahr zuvor war er als Rechtsanwalt im Bundesstaat Maryland zugelassen worden. Nach einer mehrjährigen Tätigkeit als Rechtsanwalt war er von 1919 bis 1923 Assistent des Solicitor von Baltimore. Im Anschluss war er zunächst wieder Rechtsanwalt und danach von 1927 bis 1930 Stellvertretender Solicitor (Deputy Solicitor) von Baltimore. 1931 erfolgte seine Ernennung zum Bundesstaatsanwalt für den Distrikt Maryland, ehe er dann wieder für mehrere Jahre Rechtsanwalt war.
Zwischen 1943 und 1947 war er Solicitor von Baltimore sowie nach einer erneuten Tätigkeit als Anwalt von 1951 bis 1952 Vorsitzender der Kommission für Verwaltungsorganisation (Commission on Administrative Organization) von Maryland. Daraufhin wurde er zum Vorsitzenden (Chief Judge) des Obersten Gerichtshofs von Maryland (Maryland Court of Appeals) ernannt.
Im Februar 1954 berief ihn US-Präsident Dwight D. Eisenhower zum United States Solicitor General. Dieses Amt bekleidete er etwas mehr als zwei Jahre bis Juli 1956. In diesem Jahr wurde er als Richter an das 4. Bundesberufungsgericht mit Sitz in Richmond berufen. Zwischen 1958 und 1964 war Sobeloff Vorsitzender dieses Gerichts.